# Botanophila striolata
Botanophila striolata este o specie de muște din genul Botanophila, familia Anthomyiidae. A fost descrisă pentru prima dată de Fallen în anul 1824. Conform Catalogue of Life specia Botanophila striolata nu are subspecii cunoscute.